# Krško (stacja kolejowa)
Krško – stacja kolejowa w miejscowości Krško, w regionie Dolna Kraina, w Słowenii.
Stacja jest zarządzana przez SŽ-Infrastruktura.

## Linie kolejowe
- Dobova – Lublana